# Друга лига Републике Српске у фудбалу 2007/08.
Друга лига Републике Српске у фудбалу 2007/08. је тринаесто по реду такмичење Друге лиге Републике Српске у организацији Фудбалског савеза Републике Српске. У сезони 2007/08. се такмичило 46 клубова, у три групе, од чега у Групи Запад и Групи Центар по 16 клубова, те у Групи Југ 14 клубова.

## Резултати групе Запад
- Друга лига Републике Српске у фудбалу — Запад 2007/08.

## Резултати групе Центар
- Друга лига Републике Српске у фудбалу — Центар 2007/08.

## Резултати групе Југ
- Друга лига Републике Српске у фудбалу — Југ 2007/08.